# Angela Yu

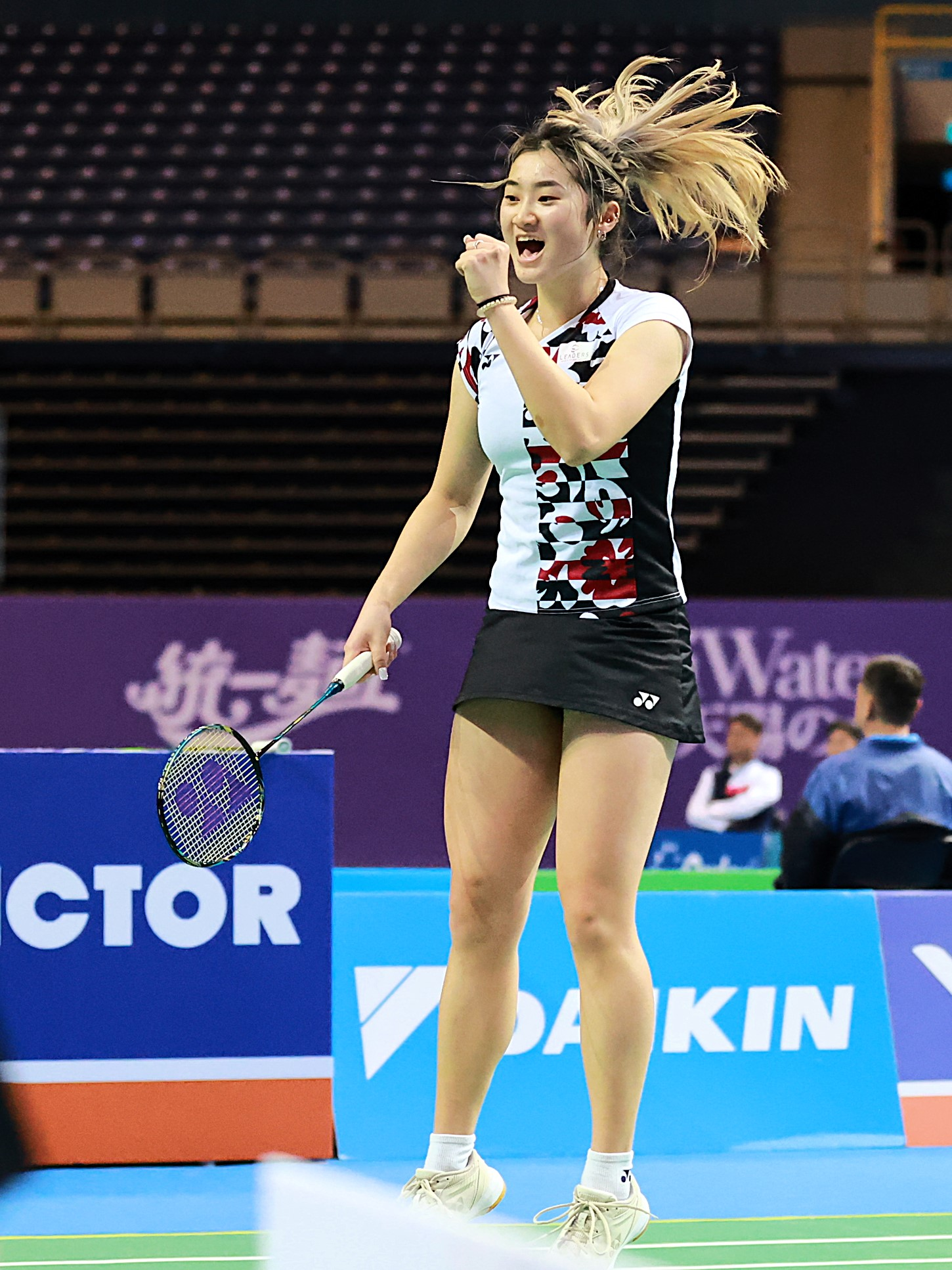
Angela Yu (2023)

Angela Yu (* 8. März 2003 in Box Hill) ist eine australische Badmintonspielerin.

## Karriere
Angela Yu siegte 2019 beim Kaohsiung Masters. 2024 und 2025 wurde sie Ozeanienmeisterin. 2024 startete sie auch bei den Olympischen Spielen in Paris. Im Damendoppel schied sie dabei gemeinsam mit Setyana Mapasa schon in der Vorrunde aus.

## Erfolge

### Ozeanienmeisterschaften
Damendoppel
| Jahr | Ort                                                  | Partner           | Gegner                           | Ergebnis     | Resultat |
| ---- | ---------------------------------------------------- | ----------------- | -------------------------------- | ------------ | -------- |
| 2024 | Leisuretime Sports Precinct, Geelong, Australien     | Setyana Mapasa    | Kaitlyn Ea Gronya Somerville     | 21–18, 21–11 | Gold     |
| 2025 | Badminton North Harbour Centre, Auckland, Neuseeland | Gronya Somerville | Mimi Ngo Maureen Clarissa Wijaya | 0–0, 0–0     | Gold     |

Mixed
| Jahr | Ort                                                        | Partner          | Gegner                        | Ergebnis    | Resultat |
| ---- | ---------------------------------------------------------- | ---------------- | ----------------------------- | ----------- | -------- |
| 2022 | Melbourne Sports and Aquatic Centre, Melbourne, Australien | Mitchell Wheller | Oliver Leydon-Davis Anona Pak | 9–21, 21–23 | Bronze   |

### Junioren-Ozeanienmeisterschaften
Dameneinzel
| Jahr | Ort                                                        | Gegner     | Ergebnis     | Resultat |
| ---- | ---------------------------------------------------------- | ---------- | ------------ | -------- |
| 2019 | Melbourne Sports and Aquatic Centre, Melbourne, Australien | Shaunna Li | 16–21, 15–21 | Bronze   |

Damendoppel
| Jahr | Ort                                                        | Partner    | Gegner                 | Ergebnis            | Resultat |
| ---- | ---------------------------------------------------------- | ---------- | ---------------------- | ------------------- | -------- |
| 2019 | Melbourne Sports and Aquatic Centre, Melbourne, Australien | Kaitlyn Ea | Majan Almazan Kelly Xu | 15–21, 21–13, 21–16 | Gold     |

Mixed
| Jahr | Ort                                                        | Partner | Gegner                | Ergebnis            | Resultat |
| ---- | ---------------------------------------------------------- | ------- | --------------------- | ------------------- | -------- |
| 2019 | Melbourne Sports and Aquatic Centre, Melbourne, Australien | Jack Yu | Edward Lau Shaunna Li | 21–17, 19–21, 21–16 | Gold     |

### BWF World Tour
Damendoppel
| Jahr | Wettbewerb        | Level     | Partner        | Gegner                       | Ergebnis           | Resultat |
| ---- | ----------------- | --------- | -------------- | ---------------------------- | ------------------ | -------- |
| 2023 | Kaohsiung Masters | Super 100 | Setyana Mapasa | Maiko Kawazoe Haruna Konishi | 21–19, 8–21, 21–19 | Sieger   |

### BWF International Challenge/Series
Damendoppel
| Jahr | Wettbewerb             | Partner        | Gegner                         | Ergebnis            | Resultat |
| ---- | ---------------------- | -------------- | ------------------------------ | ------------------- | -------- |
| 2023 | Mongolia International | Setyana Mapasa | Lui Lok Lok Ng Wing Yung       | 16–21, 18–21        | Finalist |
| 2023 | Bendigo International  | Setyana Mapasa | Hsu Yin-hui Lin Jhih-yun       | 18–21, 22–20, 27–25 | Sieger   |
| 2023 | Sydney International   | Setyana Mapasa | Sylvina Kurniawan Poon Lok Yan | 21–16, 21–18        | Sieger   |